# ماريوس بوبا
ماريوس بوبا (بالرومانية: Marius Popa)‏ ، من مواليد 31 يوليو 1978 في أوراديا في رومانيا ، لاعب كرة قدم روماني.
يلعب مع نادي بوليتيهنيكا تيميسوارا منذ عام 2007.
بدأ باللعب مع منتخب رومانيا لكرة القدم في عام 2008.

## روابط خارجية
- ماريوس بوبا على موقع الاتحاد الأوربي (الإنجليزية)
- ماريوس بوبا على موقع قاعدة بيانات كرة القدم.إي يو (الإنجليزية)
- ماريوس بوبا على موقع ناشيونال فوتبول تيمز (الإنجليزية)
- ماريوس بوبا على موقع عالم كرة القدم.نت (الإنجليزية)
- ماريوس بوبا على موقع كووورة